# Dekanat Nisz
Dekanat Nisz – jeden z dwóch dekanatów rzymskokatolickiej archidiecezji belgradzkiej.

## Parafie
- Nisz – Podwyższenia Krzyża Świętego
- Ravna Reka – św. Barbary
- Kragujevac – św. Józefa
- Zaječar – św. Jerzego
- Bor – św. Ludwika
- Kraljevo – św. Michała Archanioła
- Aleksinac – św. Matki Teresy z Kalkuty
- Jagodina – św. Leopolda Mandic